# 青森市立原別小学校
青森市立原別小学校（あおもりしりつ はらべつしょうがっこう）は、青森県青森市大字原別にある公立小学校。青森県立青森東高等学校と交流があり、毎年学習補助に高校生が訪れる。

## 基礎情報
- 所在地 - 原別字袖崎8

## 沿革
- 1877年（明治10年）7月16日 - 陸奥国津軽郡原別・泉野・八幡林三ヶ村組合で、原別小学として発足。
- 1884年（明治19年）5月 - 原別簡易小学校と改称。
- 1892年（明治25年）4月 - 原別尋常小学校と改称。
- 1901年（明治34年）8月 - 原別字上海原2番地に、校舎新築移転。
- 1923年（大正12年）8月5日 - 体操場新築、2教室改築。
- 1932年（昭和7年）
  - 3月30日 - 高等科を設置し、原別尋常高等小学校と改称。
  - 5月25日 - 1教室増築。
- 1933年（昭和8年）5月20日 - 校舎増築。
- 1941年（昭和16年）4月1日 - 国民学校令により、原別国民学校と改称。
- 1947年（昭和22年）
  - 4月1日 - 学校教育法施行（学制改革）により、原別村立原別小学校と改称。
  - 6月23日 - 父母と教師の会結成。
- 1948年（昭和23年）4月6日 - 原別中学校が、袖崎8番地に建設した独立校舎に移転し、分離。
- 1949年（昭和24年）12月18日 - 原別村大字袖崎8番地に、新校舎（10教室）竣工移転。
- 1950年（昭和25年）12月23日 - 独立10周年記念式典挙行。
- 1951年（昭和26年）
  - 4月1日 - 諏訪沢小学校を統合、原別小学校（旧）を廃校とし、原別小学校（新）創立。この日を、創立記念日と定める。
- 5月1日 - 校章制定。
- 1955年（昭和30年）3月1日 - 原別村の青森市への合併により、青森市立原別小学校と改称。
- 1956年（昭和31年）
  - 7月27日 - 校歌制定。
  - 11月3日 - 校旗樹立。
- 1965年（昭和40年）4月1日 - 図書室設置。
- 1971年（昭和46年）11月 - 創立20周年記念式典挙行。
- 1977年（昭和52年）
  - 4月1日 - プレハブ3教室増築。
  - 7月27日 - 水泳プール竣工。
- 1979年（昭和54年）8月21日 - 新校舎に移転。
- 1981年（昭和56年）
  - 3月9日 - 体育館竣工。
  - 3月19日 - 新校舎落成と統合30周年の両記念式典挙行。
- 1988年（昭和63年）4月1日 - 特殊学級設置。
- 1991年（平成3年）10月5日 - 創立40周年記念式典挙行。
- 2014年（平成26年）4月1日 - 久栗坂小学校を統合[1]。

### この節の出典
- 『新青森市史 別編教育（別巻） 年表・学校沿革』（青森市・2000年3月発行）「学校沿革 （一）小学校」182頁～183頁「原別小学校 変遷」（「久栗坂小学校統合」の記載を除く）

## 学区
原別（1丁目～6丁目・8丁目の一部・住居表示未整備地区(大字が残る地域)）、泉野、八幡林、矢田前、平新田、諏訪沢、戸崎、後萢、築木館、桑原、八重田（1丁目の一部・4丁目の一部）、本泉（1丁目の一部・2丁目の一部）、久栗坂。

## 周辺
- 青森中央短期大学付属第三幼稚園
- 青森市役所原別支所
- 東市民館
- 青い森鉄道青い森鉄道線矢田前駅
  - 周辺ではないが、青い森鉄道線をはさんで、青森県立青森東高等学校がある。

## アクセス
- 青森市営バス「原別小学校前」バス停下車。
- 青い森鉄道矢田前駅から、徒歩約580m・約9分（下り線ホーム側）。上り線ホーム側へは、下り線ホームから、跨線橋を渡った方が早い[2]。